# Reprezentacja Belgii w hokeju na trawie mężczyzn
Reprezentacja Belgii w hokeju na trawie mężczyzn - narodowa drużyna Belgii w hokeju na trawie mężczyzn. Złoty (2020), srebrny (2016) i brązowy medalista Igrzysk Olimpijskich z 1920 roku, mistrz świata z 2018 roku oraz mistrz Europy z 2019 roku.
Reprezentacja Belgii także czterokrotnie brała udział w zawodach Champions Trophy.

## Osiągnięcia

### Igrzyska olimpijskie
- nie wystąpiła - 1908
- 3. miejsce - 1920
- 4. miejsce - 1928
- nie wystąpiła - 1932
- 9. miejsce - 1936
- 5. miejsce - 1948
- 9. miejsce - 1952
- 7. miejsce - 1956
- 11. miejsce - 1960
- 11. miejsce - 1964
- 9. miejsce - 1968
- 10. miejsce - 1972
- 9. miejsce - 1976
- nie wystąpiła - 1980
- nie wystąpiła - 1984
- nie wystąpiła - 1988
- nie wystąpiła - 1992
- nie wystąpiła - 1996
- nie wystąpiła - 2000
- nie wystąpiła - 2004
- 9. miejsce - 2008
- 5. miejsce - 2012
- 2. miejsce - 2016
- 1. miejsce - 2020
- 5. miejsce - 2024

### Mistrzostwa świata
- nie wystąpiła - 1971
- 8. miejsce - 1973
- nie wystąpiła - 1975
- 14. miejsce - 1978
- nie wystąpiła - 1982
- nie wystąpiła - 1986
- nie wystąpiła - 1990
- 11. miejsce - 1994
- nie wystąpiła - 1998
- 14. miejsce - 2002
- nie wystąpiła - 2006
- nie wystąpiła - 2010
- 5. miejsce - 2014
- 1. miejsce - 2018
- 2. miejsce- 2023

### Mistrzostwa Europy
- 5. miejsce - 1970
- 10. miejsce - 1974
- nie wystąpiła - 1978
- 8. miejsce - 1983
- 10. miejsce - 1987
- 9. miejsce - 1991
- 4. miejsce - 1995
- 4. miejsce - 1999
- 6. miejsce - 2003
- 4. miejsce - 2005
- 3. miejsce - 2007
- 5. miejsce - 2009
- 4. miejsce - 2011
- 2. miejsce - 2013
- 5. miejsce - 2015
- 2. miejsce – 2017
- 1. miejsce – 2019
- 3. miejsce – 2021
- 3. miejsce – 2023
- 5. miejsce - 2025

### Halowe mistrzostwa świata
- nie wystąpiła - 2003
- nie wystąpiła - 2007
- nie wystąpiła - 2011
- nie wystąpiła - 2015
- 6. miejsce – 2018
- 5. miejsce – 2023
- 4. miejsce – 2025